# Sebastian Horsley
Pour les articles homonymes, voir Horsley.
Sebastian Horsley (né le 8 août 1962 et mort le 17 juin 2010) est un artiste anglais, notamment connu pour s'être volontairement fait crucifier.

## Biographie

### Jeunesse
Sebastian est le fils aîné de Nicholas Horlsey, président de Northern Foods (en), société créée par son père Alec, de 1970 jusqu'à ce que Christopher Haskins prenne le relais. Sa mère, Valerie Walmsley-Hunter, et son père divorcent en 1975. Sebastian a alors 13 ans.
Les parents de Sebastian Horsley étaient tous les deux alcooliques et se livraient a de nombreuses aventures. Il subit une enfance difficile.

### Présentation
En août 2000, alors qu'il est aux Philippines, Sebastian Horsley se fait volontairement crucifier. Il resta suspendu à la croix plus d'une minute avant que ses mains ne se déclouent, ses pieds et ses bras étant attachés avec des lanières. Cette expérience créa une petite polémique, et des photos furent exhibées dans les rues de Londres en 2002.
Sebastian est décrit comme étant un « dandy radical »[réf. nécessaire]. Il était accro aux drogues dures et aux prostituées. Il est souvent vêtu d'un chapeau haut-de-forme. Son entrée aux États-Unis a été refusée.
Il apparaît dans un épisode de Tracks, sur Arte, en tant qu'invité, où il exprima sa conception du dandy radical.

## Sources
1. ↑  Nouvelles AP